# Thorpe Hesley
Thorpe Hesley è un paese della contea del South Yorkshire, in Inghilterra.